# Kristálymecset
A malajziai Kuala Terengganuban található Kristálymecset (maláj nyelven: Masjid Kristal) az ország legjellegzetesebb stílusú iszlám vallási építménye, egyben híres turistalátványosság.

## Története
A Kristálymecset építése 2006-ban kezdődött és 2008-ig tartott, a költsége mintegy 80 millió dollárt tett ki. A nagyközönség előtt 2008. február 8-án nyitotta meg Malajzia 13. yang di-pertuan agongja (államfője), Mizan Zainal Abidin terengganui szultán.

## Leírás
Az építmény a Maláj-félsziget keleti partján található Kuala Terengganu városhoz tartozó, a Terengganu folyóban elhelyezkedő Wan Man szigeten található, annak is a keleti végén, egy, a szigethez hozzátoldott, téglalap alakú mesterséges félszigeten. A 65-ös főút folyón átívelő hídja kevesebb mint 500 méter távolságra húzódik tőle. A mecset az úgynevezett Iszlám Örökség Parkjában áll, ahol rajta kívül még számos híres mecset és például az indiai Tádzs Mahal másolata is megtalálható. Ez az épület azonban nem másolata semminek, hanem egy eredetileg ide szánt különlegesség. Manapság számos turista látogatja, többek között rendkívül népszerű esküvőifénykép-helyszín is. Emellett használják vallási célokra is: belsejében mintegy 1500 hívő fér el, de kívül még többen is összegyűlhetnek, ami például ramadán idején meg is szokott történni.
Különlegességét a külsejét borító nagy mennyiségű acél és üveg adja, a belülről jövő világítás és a folyóban való tükröződés naplemente után pedig még jobban kihangsúlyozza. A modern, de részben kínai stílusjegyeket is mutató, téglalap alaprajzú épületegyütteshez a négy sarkon négy minaret is tartozik: ezek a leghagyományosabb stílusban épült részei. Központi részének összesen kilenc, hagymaszerűen csúcsos, de az őket beborító csillogó lemezek miatt kissé szögletes kupolája van: egy középső, amely nagyobb a többinél, és nyolc, amely ezt körbeveszi. Ez a nyolc kisebb kupola nem egyforma magasságban helyezkedik el. Az épülethez még néhány kisebb, szintén füstös színű üveglapokkal borított, hagymakupolás torony is tartozik. A négy minaret és a nagy kupola csúcsán egy-egy félholdat helyeztek el, a kisebb kupolák és tornyok csúcsa egyszerűbb díszítésű. A mihráb fő színei a sárga és a fehér, és jellegzetes iszlám kalligráfia díszíti.
Az épületet vezeték nélküli internettel és egyéb modern IT-eszközökkel is ellátták.

## Képek

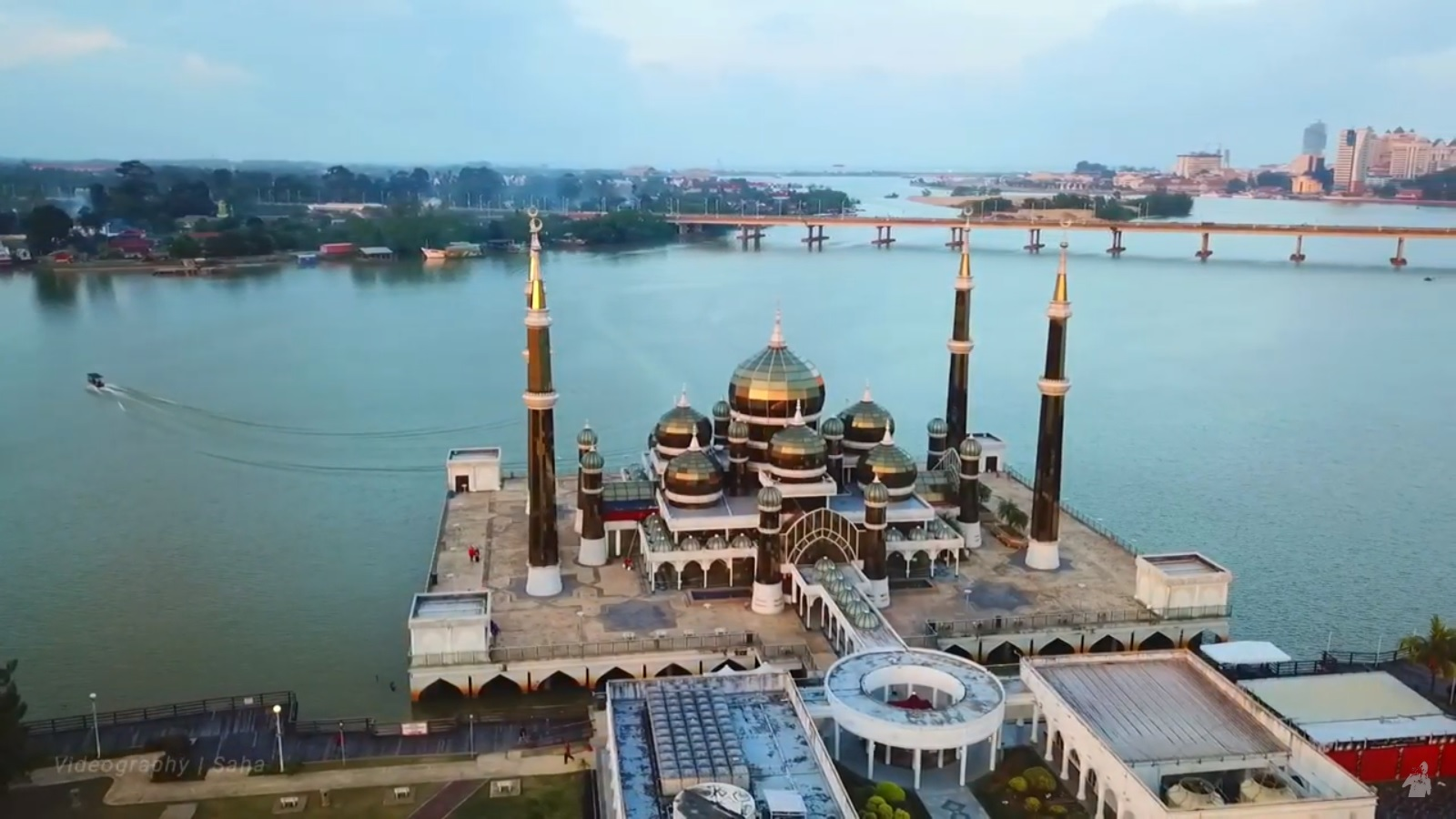
Légi felvételen
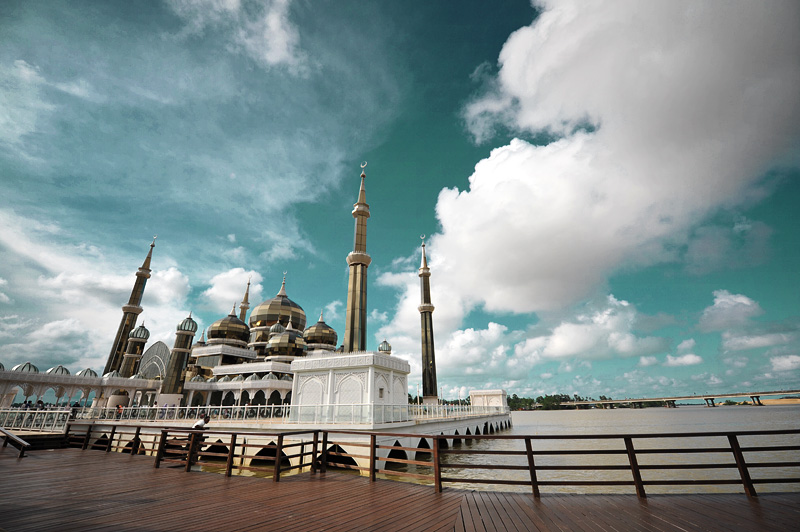
Az épület látképe
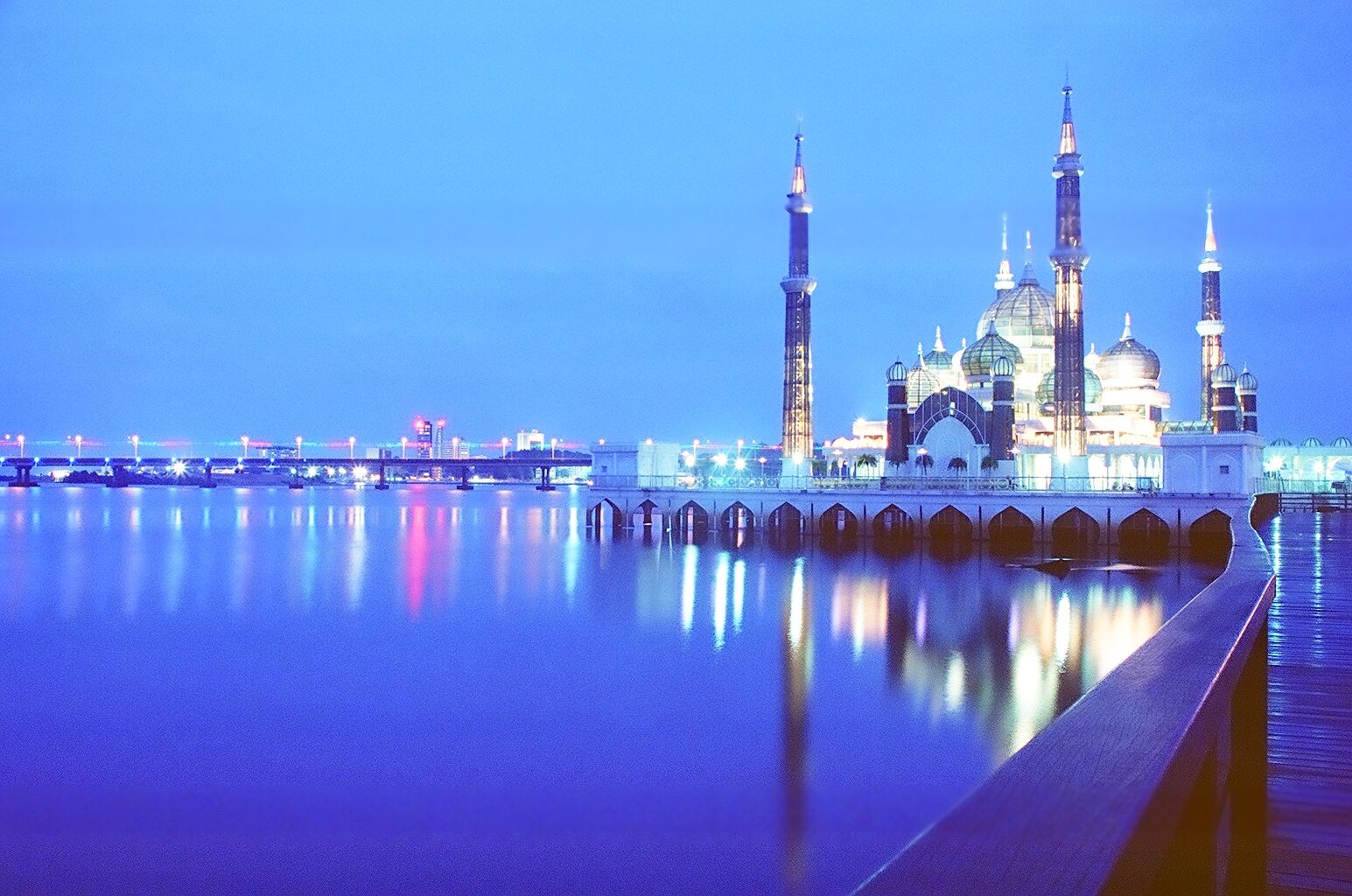
Esti kivilágításban
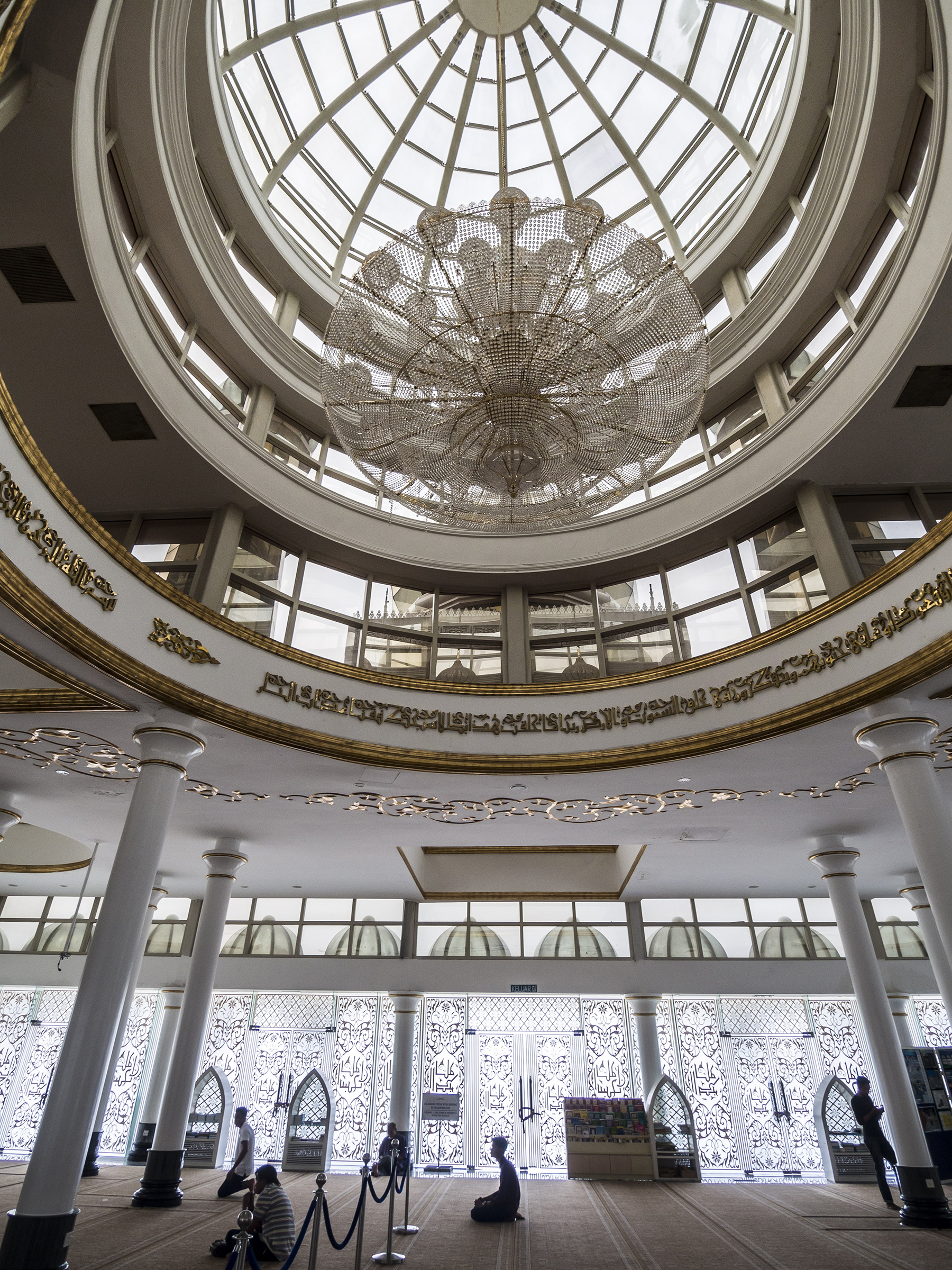
Belső kép